# Turnering
En turnering er i sport, når flere hold går sammen om en liga, pokalturnering eller cup, hvor holdene dyster mod hinanden, og enten spiller sudden death/knockout eller liga hvor alle møder alle mindst én gang.
Der findes både nationale og internationale turneringer, hvoraf nogle underligger massiv mediedækning, herunder fodboldturneringerne UEFA Champions League, UEFA Cup, VM i fodbold, EM i fodbold, osv.
I sponserede eller på anden vis finansierede eller selvfinansierede turneringer foreligger også pengepræmier til vindere og eventuelt flere deltager. Præmien afhænger som oftest af et holds præstation i turneringen.
| Sport | Spire Denne artikel om sport er en spire som bør udbygges. Du er velkommen til at hjælpe Wikipedia ved at udvide den. |